# Стовп

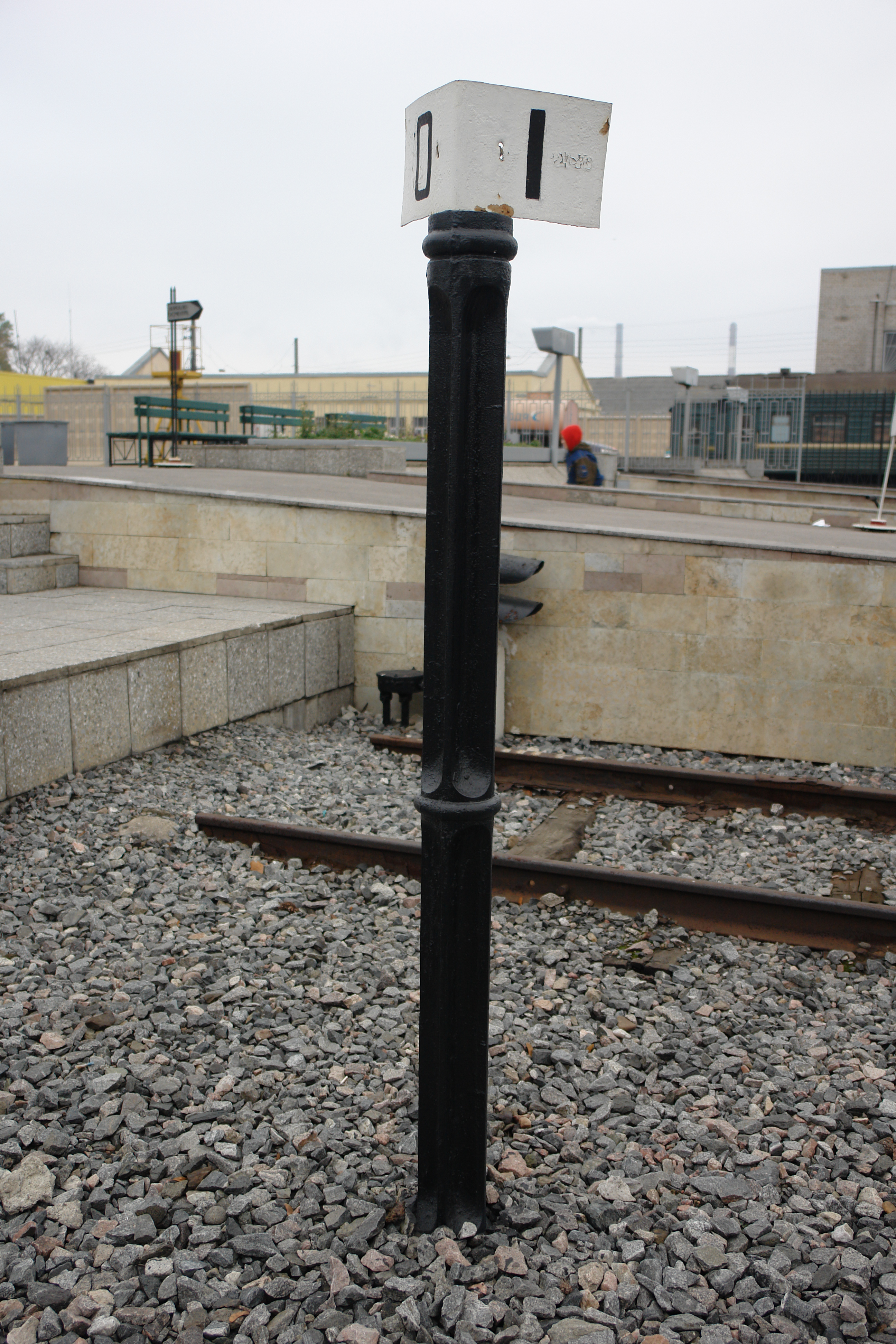
Верстовий чавунний стовп на залізниці (1860)

Стовп, заст. стовб (прасл. *stъl̥pъ/*stъl̥bъ < пра-і.є. *stelp-, утвореного з *stel- — «ставити») — розповсюджений архітектурний елемент вертикальної форми; тримальна частина опорної конструкції будинків і споруд; назва вежі, вертикально витягнутого будинку (наприклад, стовпуватий храм). Різновид стовпа — колона. Стовпи бувають дерев'яні, кам'яні, металеві.
Функціями стовпів є частина конструкції парканів, воріт, навісів та інших споруд, конструктивний або декоративний елемент будинків (житлових будинків, громадських споруд, храмів тощо), самостійна споруда, що має меморіальне значення або службовий характер (наприклад, верстовий стовп, ліхтарний стовп тощо).

## Види
- Верстовий стовп, верствовий стовп або мальований стовп — один із стовпів, які ставилися біля дороги на віддалі версти один від одного для визначення відстані між певними пунктами[3][4]
- Вере́я, ворі́тниця або ушу́ла — стовп для навішування стулки воріт[5][6][7]
- Колона — частина архітектурної споруди у вигляді високого стовпа
- Ліхтарний стовп — стовп для встановлення електричного або газового ліхтаря
- Паля — стовп, забитий у ґрунт як опора для якої-небудь споруди
- Соха́ — стовп з розвилиною, розсохою[8]
- Стовп огорожі — стовп для кріплення поперечних брусів паркану, плота, вориння. Стовп з пазом, у який вставляються дошки, також називався ушула[7].
- Стовп ліній електропередачі — дерев'яна чи бетонна стовпова опора ліній електропередачі
- Стовп ліній зв'язку — опора повітряної лінії зв'язку
- Стовп освітлення — опора для вуличного освітлення
- Ушула — стовп для навішування стулки воріт або кріплення дощок у паркані[7]

## Ліхтарний стовп
Ліхтарним стовпом прийнято називати опору, що використовується в системах будь-якого вуличного освітлення. У цю групу не входять щогли освітлення, які застосовуються на стадіонах, промислових об'єктах, для освітлення територій в гористій місцевості, наприклад, на гірськолижних курортах. Щогли використовуються там, де максимальної стандартної висоти стовпа в 12 метрів недостатньо. В інших випадках достатньо стандартних опор.
З історичної точки зору такі конструкції використовуються ще з давніх часів, однак в Стародавньому Римі та Греції це були низькі опори-триноги для чаш з горючою сумішшю, яка підпалювалася в темний час. Незабаром люди почали кріпити факели або невеликі лампи на стіни фортець і будинків, замків. Тільки з середини 17 століття можна говорити про постійне використання вуличного освітлення в традиційному розумінні — з ліхтарними стовпами, світильниками. За цей час ліхтарний стовп мало змінювався — тільки відповідно до віянь моди в архітектурі. Чимало зразків кованих виробів можна зустріти в музеях і в історичних районах міст по всьому світу, наприклад, в Кембриджі.
Ліхтарний стовп служить опорою, на яку кріпиться оголів'я і світильник відповідно до проекту освітлення території. В обов'язковому порядку опори вуличного освітлення встановлюються:
- Уздовж автомобільних доріг. У цьому випадку важливо дотримуватися певних норм освітлення, які визначаються державними будівельними нормами[11];
- У парках і скверах, інших громадських місцях. Згідно з останніми змінами в нормативних вимогах деяких країн, наприклад, України, при розрахунку і проектуванні освітлення, в тому числі висоти ліхтарних стовпів, повинні враховуватися зелені насадження[12];
- На територіях промислових об'єктів будь-якого типу. У деяких випадках, при виробничій необхідності і з урахуванням особливостей території, можуть застосовуватися щогли освітлення.

Матеріал виготовлення ліхтарних стовпів повинен витримувати вагу оголів'я й світильника, а також добре протистояти вібраціям від автомобілів і вітру, витримувати широкий діапазон температур і вологості. Найпопулярнішими на сьогодні є:
- Алюмінієві стовпи;
- Сталеві оцинковані опори (або з іншим способом захисту від корозії);
- Композитні опори.

Також на міцність і стійкість впливає перетин опори. Ліхтарні стовпи можуть мати різний перетин:
- Круглий;
- Огранений (6,8 або більше граней);
- Квадратний.

Всі вимоги до виробництва, перевірки міцності фіксуються державними стандартами. Завдяки впровадженню міжнародних норм і виробництва деякими компаніями ліхтарних стовпів на експорт, ці вимоги поступово уніфікуються.
Уніфікація ліхтарних стовпів дозволяє розробляти і типові рішення — проекти освітлення, які легко переносити на будь-який реальний об'єкт з мінімальними змінами. Для забезпечення видимості на стандартному футбольному полі можна обійтися опорами освітлення висотою 8 м. При цьому освітленість повинна бути не менше 75 лк, а коефіцієнт засліплення — максимум 55.
Останнім часом також активно впроваджуються «розумні» і автономні ліхтарні стовпи і комплекси вуличного освітлення. Вони використовують сучасні модулі управління яскравістю, автоматично підлаштовуються під зміни тривалості світлового дня, в них можна запрограмувати пікові періоди навантаження і час роботи в «черговому» режимі. Автономні комплекти дозволяють вирішити проблему освітлення в не електрифікованих районах.

## В архітектурі храмів
Залежно від конструкції опори центрального барабана храми можуть бути двостовпові, чотористовпові, шестистовпові і безстовпові. У перших трьох барабан встановлюється на 2, 4 чи 6 колонах («стовпах»), в останніх — барабан спирається через склепіння на зовнішні стіни; до безстовпових належать храми з простим перекриттям над стінами, шатрові й типу «восьмерик на четверику».

## Інше
- «Стовпом» колись називали видатного діяча, який є надійною опорою чого-небудь («Повагом та згорда уступають дворянські та земські стовпи у садок» — Панас Мирний, «Повія»)[4].
- З іншого боку, слово «стовп» у переносному значенні означає також «обмежена або некультурна людина»[4]